# Завојени (Валча)
Завојени (рум. Zăvoieni) насеље је у Румунији у округу Валча у општини Мачука. Oпштина се налази на надморској висини од 252 m.

## Становништво
Према подацима из 2002. године у насељу је живело 259 становника, од којих су сви румунске националности.